# Oregelbundenhetskommittén
Oregelbundenhetskommittén inrättades 1882 och hade till uppgift att åstadkomma rationella administrativa gränser inom Sverige.
Genom Gustav Vasas administrativa reformer skapades i Sverige jordebokssocknar, som var underlag för beskattning. Dessas gränser avvek ibland från kyrksocknarnas. För att åtgärda detta inrättades oregelbundenhetskommittén.  Resultatet blev oftast att Svenska kyrkans församlingars gränser blev de gällande.